# Mojo (omáčka)

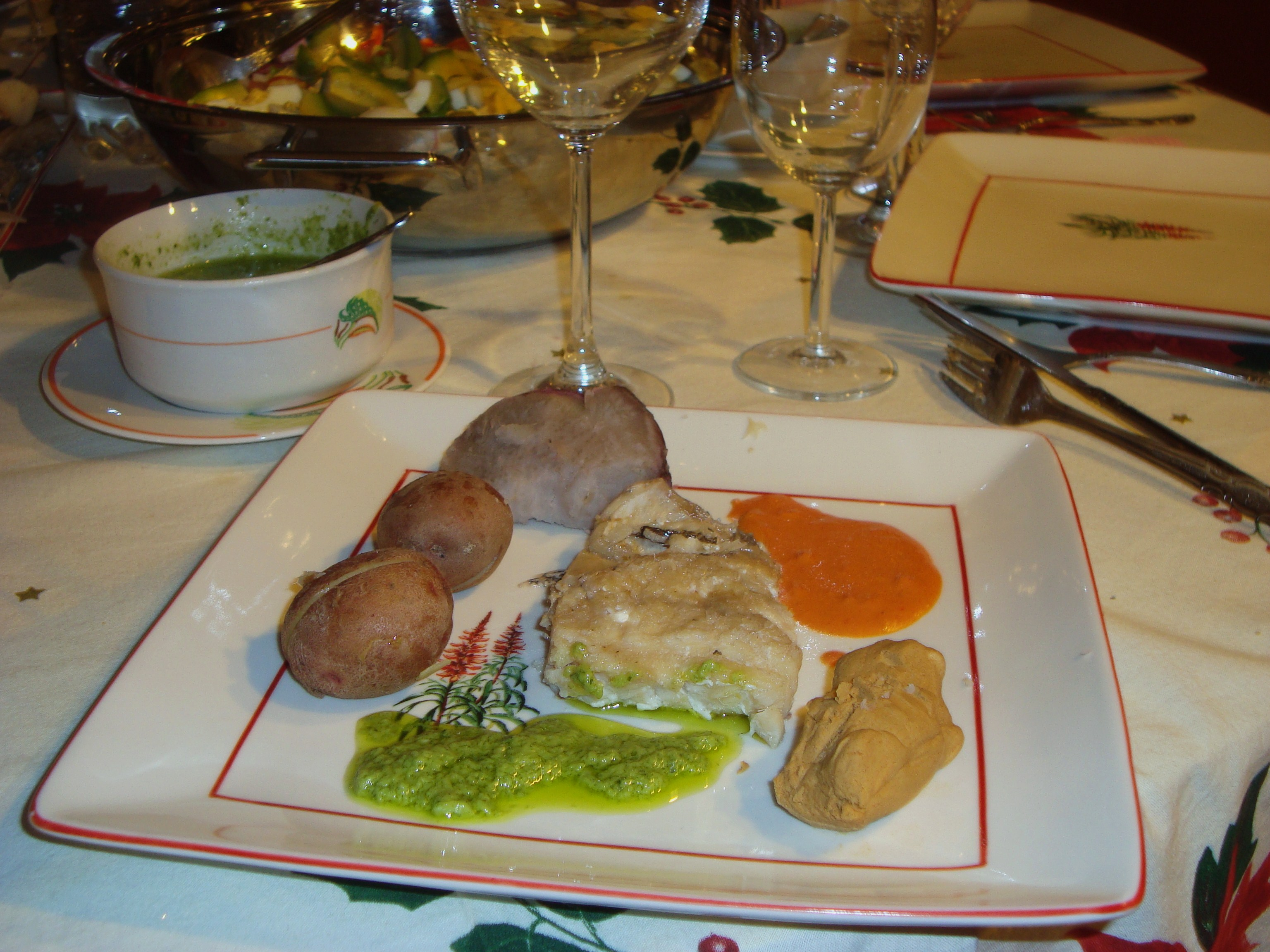
Typická kanárská kuchyně: ryby, brambory, gofio a mojo

Omáčky mojo pochází z Kanárských ostrovů. Mezi hlavní ingredience patří zelená či červená paprika, česnek, olej, ocet a sůl. Mojo je neodmyslitelnou součástí kanárské kuchyně, jako příloha se podává téměř ke všemu – ať se jedná o maso, ryby, brambory, či kanárskou praženou mouku gofio.
Tradiční způsob přípravy je v hmoždíři, v moderní kuchyni se používá kuchyňský mixér. Červená paprika se na Kanárských ostrovech používá buď čerstvá, nebo sušená vcelku, ta se musí před použitím na několik hodin namočit, případně pár minut povařit.
Základní členění je na mojo rojo z červené papriky (jako koření se často přidává mletá (někdy pálivá) paprika, kmín), dále mojo verde (typická příloha k rybám, ze zelené papriky, dále někdy koriandr, petržel), mojo con queso (s kozím sýrem, čerstvým či zrajícím). 
Mojo má mnoho podob, dalšími ingrediencemi může být avokádo, rajče, mandle, oregáno, máta atd.